# Казали Ортенко (Удине)
Казали Ортенко је насеље у Италији у округу Удине, региону Фурланија-Јулијска крајина.
Према процени из 2011. у насељу је живело 51 становника. Насеље се налази на надморској висини од 199 м.